# Doom 64
A Doom 64 egy 1997-ben, a Midway Games által Nintendo 64-re kiadott videójáték, a Doom-sorozat része.

## A játék története
Egy pokoli teremtmény, amelyet nem lehet észre venni a magas radioaktivitása miatt, megszámlálhatatlan démont fiatalított meg. A Doom játékok főhőse újból visszatér, hogy megölje ezeket a démonokat.

## A fejlesztés története
A Midway először a "The Absolution" címet adta a játéknak (magyarul "A Feloldozás"). A fejlesztő csapat viszont attól tartott, hogy a játékosok nem fogják majd felismerni a játékot ilyen címen, ezért megváltoztatták a játék nevét Doom 64-re (a "The Absolution" címet azért felhasználták a játék utolsó pályájánál). A Midway szerette volna, ha az összes démon szerepelne a játékban az eredeti részekből, ahogyan az a néhány extra pályai is, azonban a játék kiadásának határidejéhez közeledve már nem volt rá idejük és a kevés hely miatt sem valósulhatott meg, mivel nem fértek rá a 64 MB-os kazettára. Ezért néhány szörnyet ki kellett hagyni (a Former Commando, a Revenant, az Arch-Vile és a Spider Mastermind nevű szörnyek maradtak ki) és néhány pályát is meg kellett vágni, ahhoz, hogy elférjenek a kazettán a játék főbb adatai. Aubrey Hodges készítette el a zenéket és a hangokat ehhez a játékhoz is, csakúgy, mint az 1995-ben kiadott PlayStation változatú Doomhoz. Az eredeti Doom 64-es fejlesztő csapat dolgozott ugyan a Doom 64 2-n amíg ki nem adták a Doom 64-et, de elhatározták, hogy inkább abbahagyják a fejlesztést, mert a játékosokat jobban lekötötte az akkoriban megjelent Quake és többi modernebb 3D-s grafikát használó játék.

## Játékmenetbeli fejlesztések
A PC-s változathoz képest ezek szerepelnek a játékba:
- 32 teljesen új pálya
- Új, nagyobb sprite-ok az összes ellenségnek, fegyvernek, tárgynak és lövedéknek
- Nincsenek viszont benne a Former Commando, a Revenant, az Arch-Vile és a Spider Mastermind nevű szörnyek (a 64 Mbit-es kazetta helyszűke miatt)
- Sok új texture, mozgó égboltok, egyedi scriptelés
- Hátborzongató zenék
- Egy új fegyver, amelyet eddig még nem tettek be egyik Doom játékba sem
- Kétértékűbb sátánista képek (pentagrammák, keresztek, áldozatok ábrázolása), mint a Doom PC-s változatához képest, ahol inkább horrorszerű volt a környezet.
- Atmoszferikusabb környezet, több világítással és fényekkel
- Átdolgozott fegyverek, amelyek még erősebbek, mint az előző PC-s részekben.

## Fegyverek
Az összes olyan fegyver szerepel a játékban, amely a PC-s változatban is megtalálható (ököl, láncfűrész, pisztoly, vadászpuska, szuper vadászpuska, gépfegyver, rakétavető, plazma fegyver és BFG 9000), de újra rajzolt formában. A láncfűrésznek két élt adtak az eredeti egy helyett, az öklökre ezúttal kesztyű húztak. A Doom Bibliában volt először szó a Laser vagy az Unmaker névre elkeresztelt fegyverre, amelyet sohasem tették bele az eredeti Doomba, viszont a Doom 64-be hivatalosan is betették. A fegyver érdekessége, hogy ha a játék közben megtalálható három ősi műtárgy erejét egyszerre használjuk, akkor egy még erősebb lézer sugarat lő ki a fegyver.